# Diplectrona papilionacea
Diplectrona papilionacea är en nattsländeart som först beskrevs av Hagen 1859.  Diplectrona papilionacea ingår i släktet Diplectrona och familjen ryssjenattsländor. Inga underarter finns listade i Catalogue of Life.